# Présence de la marine russe en baie de Villefranche-sur-Mer
Dans la seconde moitié du XIXe siècle, la rade de Villefranche a été le lieu d'une forte implantation de la marine impériale russe en raison d'une interdiction pour celle-ci de séjourner en mer Noire. 

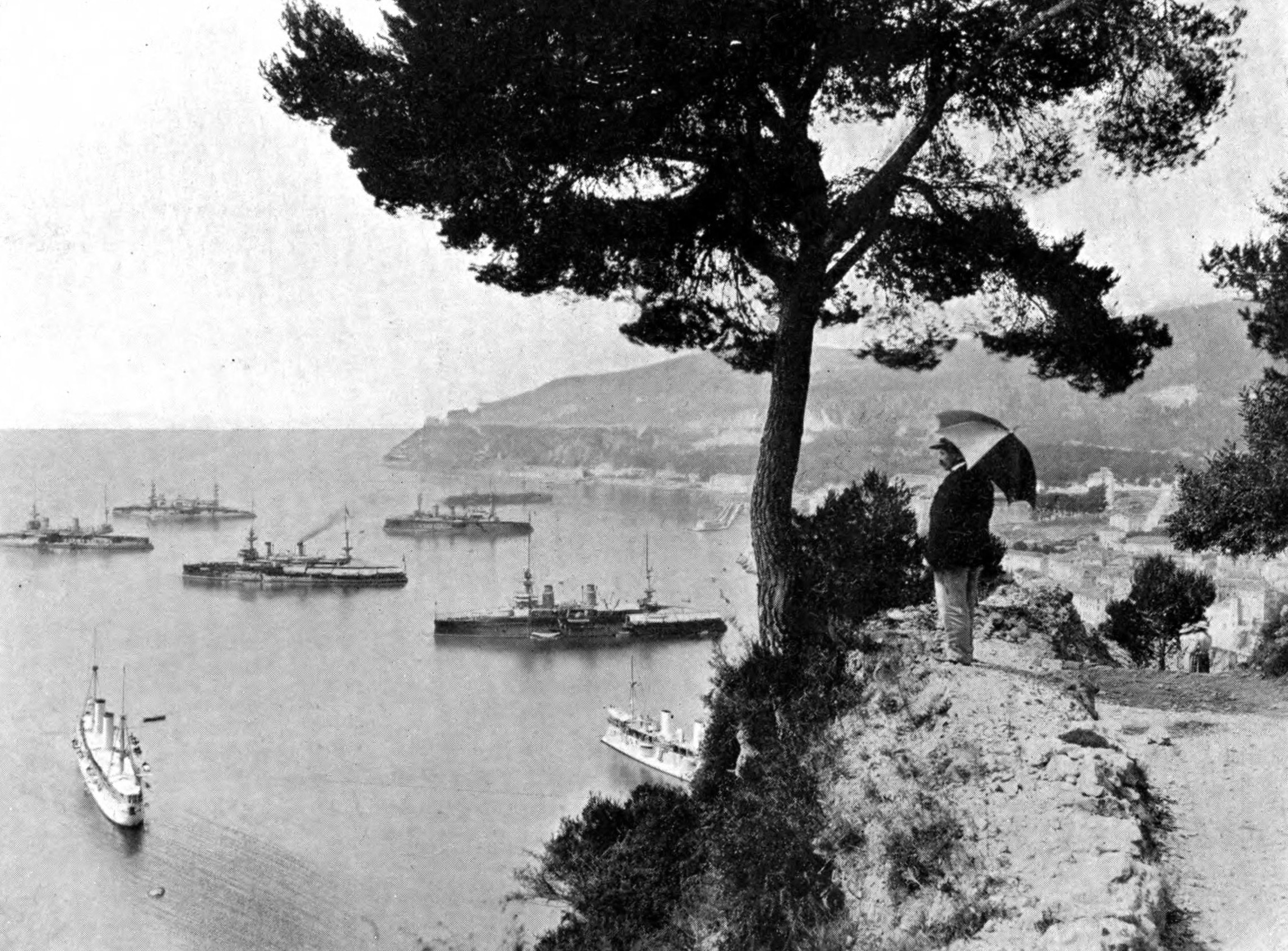
Flottes de guerre en rade de Villefranche

## Contexte historique
À l'issue de la guerre de Crimée, le traité de Paris signé en 1856 stipule que la mer Noire est neutralisée. Ainsi, les flottes de guerre russe et ottomane doivent quitter cette mer. Ce traité stipule aussi que les arsenaux militaires doivent être démantelés, ce qui concerne notamment les bases de Sébastopol et Odessa de la Flotte de la mer Noire. À cette époque, les intérêts russes en Méditerranée sont de trois ordres :
- intérêt stratégique : accès à la Méditerranée, assistance aux troupes du Caucase ;
- intérêt économique : la Russie exporte des céréales par voie maritime à travers la Méditerranée et souhaite protéger ses navires de commerces ;
- intérêt politico-religieux : notamment la protection des Chrétiens orthodoxes de l’Empire ottoman.

Le 16 septembre 1858, une concession à titre gratuit de deux bâtiments par le royaume de Sardaigne permet aux escadres de la marine impériale russe de séjourner dans la rade.
En 1860, Villefranche-sur-Mer, comme tout le Comté de Nice est rattachée à la France qui autorise tacitement la marine russe à continuer d’utiliser les installations.
À la suite de la guerre russo-turque de 1877-1878, le Royaume-Uni décide unilatéralement d’empêcher le franchissement des Dardanelles aux navires de guerre russes. L’implantation militaire russe de Villefranche périclite progressivement et devient en 1884 une installation scientifique océanographique.